# L'empire débarque

L'empire débarque est un recueil de nouvelles se déroulant sur l'univers de fiction Ténébreuse et fait partie du cycle associé La Romance de Ténébreuse. Il contient des nouvelles traduites par Simone Hilling et extraites de plusieurs recueils publiés à l'origine par les éditions DAW. Le recueil a été publié en 1999 par les éditions Pocket  (ISBN 2-266-06599-8).

## Contenu
Le recueil contient les nouvelles suivantes :
- Question d'architecture de Lynn Michals (Building, 1991)
- Farces enfantines de Diann Partridge (Childish Pranks, 1991)
- L'Epreuve de Marny Whiteaker (The Dare, 1987)
- La Tapisserie de Micole Sudberg (The Tapestry, 1990)
- Le Hall glacé d'Aly Parsons (Cold Hall, 1982)
- Rongé de l'intérieur de Margaret Carter (The Devourer Within, 1988)
- Le Marché de Chel Avery (The Bargain, 1991)
- La Quête d'une mère de Diana L. Paxson (The Mother Quest, 1985)
- Sel de Diann Partridge (Salt, 1987)
- L'Excursion de Carmen de Margaret L. Carter et Leslie R. Carter (Carmen's Flight, 1993)
- Toucher un Comyn d'Andrew Rey (To Touch a Comyn, 1991)
- Il faut bien que jeunesse se passe de Patricia Shaw-Mathews (Girls will be Girls, 1985)
- Piège de feu de Marion Zimmer Bradley et Elisabeth Waters (Firetrap, 1990)
- Le prix de la Gardienne de Marion Zimmer Bradley et Elisabeth Waters (The Keeper's Price, 1980)
- La Leçon de l'auberge de Marion Zimmer Bradley (The Lesson of the Inn, 1982)
- Le Retour d'Hilary de Marion Zimmer Bradley (Hilary's Homecoming, 1993)
- Le Mariage d'Hilary  de Marion Zimmer Bradley (Hilary's Wedding, 1993)
- Transformation d'Alexandra Sarris (Transformation, 1994)
- Le Chant de l'Essaim de Roxana Pierson (Swarn Song, 1998)
- Cadeaux du Solstice d'Hiver de Jane Edgeworth (The Midwinter's Gifts, 1982)